# Анн-Каролін Графф
Анн-Каролін Графф  (фр. Anne-Caroline Graffe, 12 лютого 1986) — французька тхеквондистка, олімпійська медалістка.

## Виступи на Олімпіадах
| Олімпіада   | Дисципліна  | Місце |
| ----------- | ----------- | ----- |
| Лондон 2012 | понад 67 кг | 2     |